# Kōnstantinos Kōtsopoulos
Kōnstantinos Kōtsopoulos (in greco Κωνσταντίνος Κωτσόπουλος?; Veria, 21 febbraio 1997) è un calciatore greco, attaccante del Kalamata.